# Geoffrey Keynes

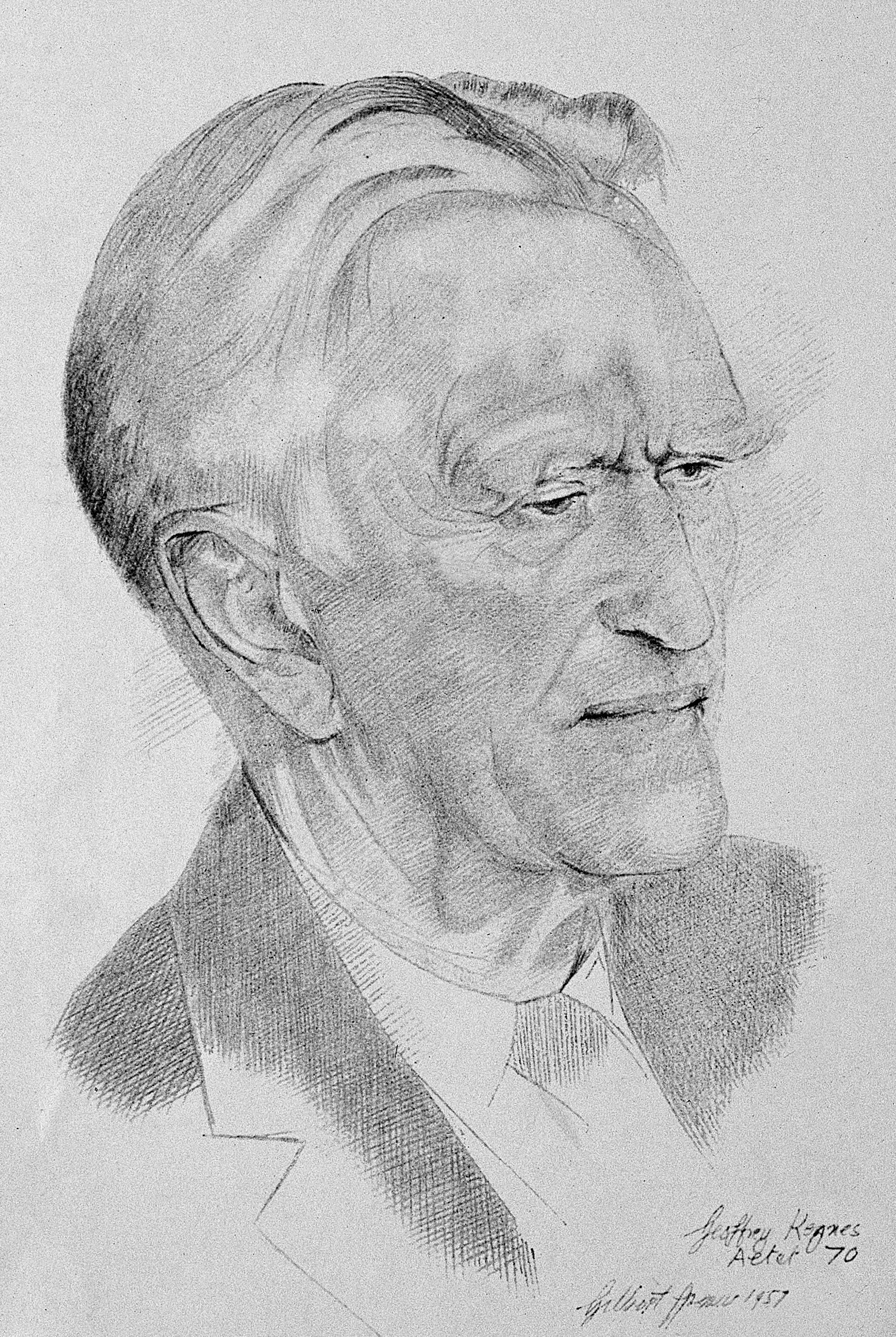
Sir Geoffrey Keynes, 1957

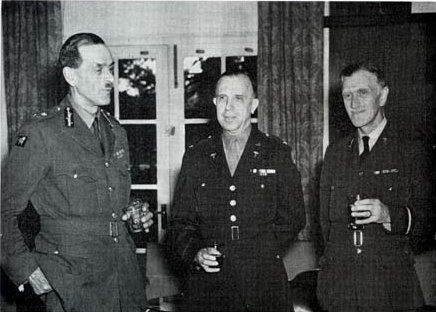
Geoffrey Keynes (rechts)

Sir Geoffrey Langdon Keynes (* 25. März 1887 in Cambridge; † 5. Juli 1982 ebenda) war ein englischer Chirurg, Internist, Wissenschaftler und Bibliophiler. Er war der Bruder des Wirtschaftswissenschaftlers John Maynard Keynes.

## Leben und Wirken
Geoffrey Keynes war der jüngere Sohn von John Neville Keynes, einem Dozenten der Wirtschaftswissenschaften an der Universität Cambridge, und Florence Ada Brown, einer erfolgreichen Schriftstellerin und Sozialreformerin.
Er studierte am Pembroke College in Cambridge und erhielt seine Zulassung am Royal College of Surgeons of England in London. Während des Ersten Weltkrieges diente er als Leutnant im Royal Army Medical Corps und arbeitete dann als Konsiliararzt. In dieser Zeit wurde er zu einem Experten auf dem Gebiet der Bluttransfusion.
Nachdem Katherine Cox seinen Heiratsantrag zurückgewiesen hatte, heiratete er Margaret Elizabeth Darwin, eine Enkelin des berühmten Charles Darwin. Er hatte mit ihr vier Söhne: Richard, Quentin, William und Stephen Keynes. Ein Urenkel ist der Schauspieler Skandar Keynes (* 1991).
Aufgrund einer in Cambridge begonnenen Freundschaft wurde Keynes nach dem Tod Rupert Brookes 1915 zum Verwalter dessen literarischen Nachlasses, eine Aufgabe, der er mit großer Sorgfalt nachkam.
1955 wurde er als Knight Bachelor in den persönlichen Adelsstand erhoben. 1980 wurde er Ehrenmitglied der British Academy.

## Werke
Er interessierte sich leidenschaftlich für englische Literatur und widmete ihrem Studium viel Zeit. Er war einer der größten Experten des Werkes von William Blake und veröffentlichte Biografien und Bibliografien von englischen Schriftstellern wie Sir Thomas Browne, John Evelyn, Siegfried Sassoon, John Donne und Jane Austen.
Darüber hinaus veröffentlichte er Studien über John Ray, William Harvey und Robert Hooke.
- The Gates of Memory. Clarendon Press, London 1982, ISBN 0-19-812657-3 (Autobiographie)
- Dr. Timothie Bright, 1550–1615. A survey of his life with a bibliography of his writings. 1962 (Digitalisat).